# Mojca Suhadolc
Mojca Suhadolc (ur. 7 stycznia 1975 w Lublanie) – słoweńska narciarka alpejska, srebrna medalistka mistrzostw świata juniorów.

## Kariera
Po raz pierwszy na arenie międzynarodowej pojawiła się w 1992 roku, startując na mistrzostwach świata juniorów w Mariborze. Zdobyła tam srebrny medal w kombinacji, była też między innymi ósma w gigancie. Podczas rozgrywanych rok później mistrzostw świata juniorów w Montecampione była siódma w slalomie i dziesiąta w supergigancie.
W zawodach Pucharu Świata zadebiutowała 12 grudnia 1992 roku w Vail, gdzie zajęła 19. miejsce w zjeździe. Tym samym zdobyła pierwsze pucharowe punkty. Na podium zawodów tego cyklu pierwszy raz stanęła 7 grudnia 1995 roku w Val d’Isère, kończąc rywalizację w supergigancie na trzeciej pozycji. W zawodach tych wyprzedziły ją jedynie Austriaczka Alexandra Meissnitzer i Heidi Zeller-Bähler ze Szwajcarii. Łącznie pięciokrotnie stawała na podium zawodów pucharowych, odnosząc przy tym jedno zwycięstwo: 28 listopada 1999 roku w Lake Louise była najlepsza w slalomie. W sezonie 1999/2000 zajęła 16. miejsce w klasyfikacji generalnej, w klasyfikacji giganta była trzecia.
Wystartowała na igrzyskach olimpijskich w Nagano w 1998 roku, zajmując 24. miejsce w supergigancie. Na rozgrywanych cztery lata później igrzyskach olimpijskich w Salt Lake City zajęła 21. miejsce w supergigancie i 28. miejsce w zjeździe. Była też między innymi siódma w zjeździe na mistrzostwach świata w Sankt Anton w 2001 roku i dziewiąta w gigancie podczas mistrzostw świata w Morioce w 1993 roku.

## Osiągnięcia

### Igrzyska olimpijskie
| Miejsce | Dzień     | Rok  | Miejscowość    | Konkurencja | Czas biegu | Strata | Zwyciężczyni       |
| ------- | --------- | ---- | -------------- | ----------- | ---------- | ------ | ------------------ |
| 24.     | 11 lutego | 1998 | Nagano         | Supergigant | 1:18,02    | +1,64  | Picabo Street      |
| 28.     | 12 lutego | 2002 | Salt Lake City | Zjazd       | 1:39,56    | +3,54  | Carole Montillet   |
| 21.     | 17 lutego | 2002 | Salt Lake City | Supergigant | 1:13,59    | +2,31  | Daniela Ceccarelli |

### Mistrzostwa świata
| Miejsce | Dzień       | Rok  | Miejscowość   | Konkurencja | Czas biegu | Strata | Zwyciężczyni          |
| ------- | ----------- | ---- | ------------- | ----------- | ---------- | ------ | --------------------- |
| 9.      | 10 lutego   | 1993 | Morioka       | Gigant      | 2:17,59    | +2,64  | Carole Merle          |
| 22.     | 11 lutego   | 1993 | Morioka       | Zjazd       | 1:27,38    | +1,63  | Kate Pace             |
| 18.     | 14 lutego   | 1993 | Morioka       | Supergigant | 1:33,52    | +1,59  | Katja Seizinger       |
| 22.     | 12 lutego   | 1996 | Sierra Nevada | Supergigant | 1:21,00    | +2,08  | Isolde Kostner        |
| 23.     | 18 lutego   | 1996 | Sierra Nevada | Zjazd       | 1:54,06    | +2,86  | Picabo Street         |
| 15.     | 22 lutego   | 1996 | Sierra Nevada | Gigant      | 2:10,74    | +4,05  | Deborah Compagnoni    |
| DNF1    | 9 lutego    | 1997 | Sestriere     | Gigant      | 2:39,19    | -      | Deborah Compagnoni    |
| DNF     | 11 lutego   | 1997 | Sestriere     | Supergigant | 1:23,50    | -      | Isolde Kostner        |
| 21.     | 3 lutego    | 1999 | Vail          | Supergigant | 1:20,53    | +2,15  | Alexandra Meissnitzer |
| 21.     | 7 lutego    | 1999 | Vail          | Zjazd       | 1:48,20    | +2,45  | Renate Götschl        |
| 23.     | 29 stycznia | 2001 | St. Anton     | Supergigant | 1:23,44    | +1,47  | Régine Cavagnoud      |
| 7.      | 6 lutego    | 2001 | St. Anton     | Zjazd       | 1:36,20    | +1,25  | Michaela Dorfmeister  |
| 18.     | 9 lutego    | 2001 | St. Anton     | Gigant      | 2:19,01    | +7,50  | Sonja Nef             |
| 29.     | 30 stycznia | 2005 | Bormio        | Supergigant | 1:17,64    | +3,56  | Anja Pärson           |

### Mistrzostwa świata juniorów
| Miejsce | Dzień     | Rok  | Miejscowość   | Konkurencja | Czas biegu | Strata | Zwyciężczyni    |
| ------- | --------- | ---- | ------------- | ----------- | ---------- | ------ | --------------- |
| 9.      | 25 lutego | 1992 | Maribor       | Zjazd       | 1:21,68    | +0,97  | Céline Dätwyler |
| 18.     | 26 lutego | 1992 | Maribor       | Supergigant | 1:20,66    | +3,19  | Regina Häusl    |
| 8.      | 27 lutego | 1992 | Maribor       | Gigant      | 1:56,37    | +1,15  | Regina Häusl    |
| 10.     | 29 lutego | 1992 | Maribor       | Slalom      | 1:17,03    | +1,67  | Urška Hrovat    |
| 2.      | 29 lutego | 1992 | Maribor       | Kombinacja  | ?          | ?      | Erika Hansson   |
| 7.      | 4 marca   | 1993 | Montecampione | Slalom      | 1:16,22    | +1,73  | Morena Gallizio |
| 10.     | 5 marca   | 1993 | Montecampione | Supergigant | 1:39,23    | +1,92  | Isolde Kostner  |

### Puchar Świata

#### Miejsca w klasyfikacji generalnej
- sezon 1992/1993: 60.
- sezon 1994/1995: 53.
- sezon 1995/1996: 19.
- sezon 1996/1997: 59.
- sezon 1997/1998: 53.
- sezon 1998/1999: 48.
- sezon 1999/2000: 16.
- sezon 2000/2001: 18.
- sezon 2001/2002: 64.
- sezon 2002/2003: 43.
- sezon 2003/2004: 94.
- sezon 2004/2005: 96.

#### Miejsca na podium
1. Val d’Isère – 7 grudnia 1995 (slalom) – 3. miejsce
2. Val d’Isère – 8 grudnia 1995 (slalom) – 2. miejsce
3. Lake Louise – 28 listopada 1999 (slalom) – 1. miejsce
4. Cortina d’Ampezzo – 22 stycznia 2000 (slalom) – 3. miejsce
5. Innsbruck – 27 lutego 2000 (slalom) – 3. miejsce